# Гастроентерологија
Гастроентерологија је дисциплина интерне медицине. Назив јој потиче од грчких речи гастрос (стомак), ентерон (црева) и логос (наука). Бави се проучавањем болести система за варење и то како болести једњака, желуца, танког црева, дебелог црева, тако и болести билијарног система, панкреаса и перитонеума.
Болести које погађају гастроинтестинални тракт, које обухватају органе од уста до ануса, дуж пробавног канала, су у фокусу ове специјалности. Лекари који раде у овој области зову се гастроентеролози. Они обично имају око осам година предмедицинског и медицинског образовања, једногодишњи стаж (ако то није део специјализације), три године интернистичког специјализације и три године гастроентеролошке обуке. Гастроентеролози спроводе бројне дијагностичке и терапијске процедуре укључујући колоноскопију, езофагогастродуоденоскопију (EGD), ендоскопску ретроградну холангиопанкреатографију (ERCP), ендоскопски ултразвук (EUS) и биопсију јетре. Неки гастроентеролошки приправници завршавају „четврту годину“ (иако им је ово често седма година дипломског медицинског образовања) из хепатологије трансплантације, напредне интервентне ендоскопије, запаљенске болести црева, мотилитета или других тема.
Напредна ендоскопија, која се понекад назива интервентна или хируршка ендоскопија, је подспецијалност гастроентерологије која се фокусира на напредне ендоскопске технике за лечење панкреасних, хепатобилијарних и гастроинтестиналних болести. Интервентни гастроентеролози обично пролазе додатну годину ригорозне обуке у напредним ендоскопским техникама укључујући ендоскопску ретроградну холангиопанкреатографију, ендоскопске ултразвучно вођене дијагностичке и интервентне процедуре и напредне технике ресекције укључујући ендоскопску ресекцију слузокоже и ендоскопску дисекцију субмукозе. Поред тога, извођење ендоскопских баријатријских процедура обављају и неки напредни ендоскописти.
Хепатологија, или хепатобилијарна медицина, обухвата проучавање јетре, панкреаса и билијарног стабла, и традиционално се сматра подспецијалношћу гастроентерологије, док проктологија обухвата поремећаје ануса, ректума и дебелог црева и сматра се подспецијалношћу опште хирургије.

## Историја
Позивајући се на египатске папирусе, Џон Ф. Нан је идентификовао значајно познавање гастроинтестиналних болести међу лекарима који су практиковали током периода фараона. Иринахти, из десете династије, око 2125. п. н. е., био је дворски лекар специјализован за гастроентерологију, спавање и проктологију.
Код старих Грка, Хипократ је варење приписивао мешавини. Галенов концепт стомака који има четири дела био је широко прихваћен све до модерног доба у седамнаестом веку.
Осамнаести век:
- Италијан Лазаро Спаланзани (1729–99) био је међу првим лекарима који су занемарили Галенове теорије, а 1780. дао је експериментални доказ о деловању желудачног сока на храну.
- Године 1767, Немац Јохан фон Цимерман написао је важно дело о дизентерији.
- Максимилијан Стол из Беча је 1777. описао рак жучне кесе.[4][5]

Деветнаести век:
- Године 1805, Филип Бозини је направио први покушај да посматра унутрашњост живог људског тела користећи цев коју је назвао Lichtleiter (инструмент за вођење светлости) за испитивање уринарног тракта, ректума и ждрела. Ово је најранији опис ендоскопије.[6][7]
- Шарл Емил Трозје описао је повећање лимфних чворова код рака абдомена.[8]
- Године 1823, Вилијам Праут је открио да стомачни сокови садрже хлороводоничну киселину.[9]
- Године 1833, Вилијам Бомонт је објавио Експерименте и запажања о желудачном соку и физиологији варења након вишегодишњег експериментисања на тестираном субјекту Алексис Сент Мартин.
- Године 1868, Адолф Кусмаул, познати немачки лекар, развио је гастроскоп. Усавршио је технику на гутачу мачева.
- Године 1871, у друштву лекара у Бечу, Карл Стоерк је демонстрирао езофагоскоп направљен од две телескопске металне цеви, који је првобитно осмислио Валденбург 1870.
- Године 1876, Карл Вилхелм фон Купфер је описао својства неких ћелија јетре које се сада називају Купферове ћелије.
- Године 1883, Хјуго Кронекер и Семјуел Џејмс Мелцер проучавали су манометрију једњака код људи.

Двадесети век:
- Године 1915, Џеси Маклендон је тестирао киселост људског желуца ин ситу.[10]
- Године 1921-22, Валтер Алварез је урадио прва електрогастрографска истраживања.[11]
- Рудолф Шиндлер је описао многе важне болести које су захватиле људски пробавни систем током Првог светског рата у свом илустрованом уџбенику и неки га описују као „оца гастроскопије”. Он и Георг Вулф развили су полуфлексибилни гастроскоп 1932. године.
- Године 1932, Барил Бернард Крон је описао Кронову болест.
- Године 1957, Базил Хиршовиц је представио први прототип фајбероптичког гастроскопа.

Двадесет први век:
- Године 2005, Бари Маршал и Робин Ворен из Аустралије добили су Нобелову награду за физиологију и медицину за откриће Helicobacter pylori (1982/1983) и њене улоге у болести чира на дванаестопалачном цреву. Џејмс Ливит је помагао у њиховом истраживању, али Нобелова награда се не додељује постхумно, тако да он није укључен у награду.

## Класификација болести
1. Међународна класификација болести (ICD 2007)/класификација СЗО:

- Поглавље XI, Болести пробавног система,(К00-К93)[12]

2. MeSH предметни наслов:
- Гастроентерологија (Г02.403.776.409.405)[13]
- Гастроентеролошке болести (Ц06.405)[14]

3. Каталог Националне медицинске библиотеке (NLM класификација 2006):
- Дигестивни систем (В1)[15]

## Гастроентеролошка заједница

### Гастроентеролошка заједнице
- Светска гастроентеролошка организација[16][17]
- Британско друштво за гастроентерологију[18][19]
- Уједињена европска гастроентерологија[20]

### Часописи
- The American Journal of Gastroenterology
- Clinical Gastroenterology and Hepatology
- Endoscopy
- Gastroenterology
- Gastrointestinal Endoscopy
- Gut
- Inflammatory Bowel Diseases
- Journal of Clinical Gastroenterology
- Journal of Crohn's and Colitis
- Neurogastroenterology & Motility
- World Journal of Gastroenterology

### Гастроентеролози
- Даглас Рекс
- Дејвид Т. Рубин
- Џон Фордтран

## Обука
У Сједињеним Државама, гастроентерологија је субспецијалност интерне медицине сертификована од стране Америчког одбора за интерну медицину (ABIM) и Америчког остеопатског одбора за интерну медицину (AOBIM).
- Амерички колеџ за гастроентерологију
- Америчко гастроентеролошко удружење
- Америчко друштво за гастроинтестиналну ендоскопију